# Psychotria giluwensis
Psychotria giluwensis är en måreväxtart som beskrevs av Seymour Hans Sohmer. Psychotria giluwensis ingår i släktet Psychotria och familjen måreväxter. Inga underarter finns listade i Catalogue of Life.